# چرخه قلبی
سیکل قلب
سیکل قلبی به تمام وقایع انجام شده در قلب از ابتدای یک تپش تا ابتدای تپش بعدی گفته می‌شود. فرکانس این تپش، ریتم قلبی نام دارد.

## مراحل در یک سیکل قلبی

### مرحله اول

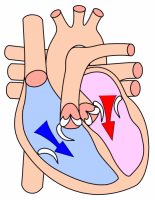
سیستول دهلیز

- استراحت عمومی قلب به مدت ۴/. ثانیه

در این مرحله بطن‌ها و دهلیزها در حال استراحت‌اند. خون تیره به وسیله بزرگ‌سیاهرگ زبرین و بزرگ‌سیاهرگ زیرین، به دهلیز راست می‌ریزد. این خون به خاطر وزنش، از طریق دریچه‌سه لتی - که به هنگام پایان موج T سیکل قلبی پیشین باز شده‌- وارد  بطن راست می‌شود و آن را تا حدی پر می‌کند. همچنین خونی که از ششها توسط سیاهرگ ششی به دهلیز چپ می‌ریزد توسط دریچه دو لتی ( میترال ) به بطن چپ می‌ریزد؛ اما برای اینکه خون دهلیزها به‌طور کامل وارد بطون بشود، دهلیزها باید منقبض شوند. لازم است ذکر شود هر ماهیچه‌ای در قلب که بخواهد منقبض شود یا استراحت کند، ابتدا باید موج انقباض یا استراحتش در تمام نقاط آن ماهیچه منتشر شود. پس برای انقباض دهلیزها، ابتدا باید پیام انقباض در سراسر آن‌ها منتشر بشود. این کار توسط بافت گرهی دهلیز انجام می‌شود. در بین دو دهلیز این تنها دهلیز راست است که دارای بافت گرهی است. از سویی کانون زایش انقباضات قلب نیز که همان گره پیش آهنگ می‌باشد در دیواره پشتی دهلیز راست و در زیر منفذ بزرگ سیاهرگ زبرین قرار دارد. پس برای انقباض ابتدا گره پیش آهنگ به صورت ریتم خودبه خودی تحریک می‌شود و این پیام انقباض را از طریق ۳ رشته گرهی دهلیز راست به گره دهلیزی بطنی – که در حد فاصل بین دیواره دهلیزها و بطون و کمی متمایل به دهلیز راست قرار دارد – هدایت می‌کند. طی حرکت پیام از پیشاهنگ به دهلیزی- بطنی، میونهای میوکارد قلب که در مسیر انتقال این پیام قرار دارند، منقبض شده و این انقباض از میونی به میون دیگر در دهلیز راست انتشار می‌یابد و نهایتاً از طریق میونهای دهلیز راست به میونهای دهلیز چپ نیز منتشر شده و کل دهلیزها را فرا می‌گیرد. البته این پیام نمی‌تواند از طریق میونهای دهلیزها به میونهای بطون منتقل شود، چون در دیواره بین بطون و دهلیزها بافت پیوندی رشته‌ای عایق قرار دارد که که باعث می‌شود انتقال پیام از دهلیزها به بطون تنها از طریق بافت گرهی - که از وسط این عایق رد می‌شود – صورت گیرد. اگر این بافت عایق نبود، دهلیزها و بطون هم‌زمان با هم منقبض می‌شدند و کارایی قلب بسیار پایین می‌آمد؛ چون در این حالت پس از پمپاژ مقدار کمی خون به بطون، آن‌ها نیز همین مقدار کم را به سمت بدن و شش‌ها پمپ می‌کردند و خون کمی به آن‌ها می‌رسید. پس از اینکه این پیام به‌طور کامل سراسر دهلیز را فرا گرفت، در الکتروکاردیوگرام موج P ثبت می‌شود. بلافاصله بعد از آن مدت استراحت عمومی قلب یعنی ۴/ ثانیه به اتمام می‌رسد.

### حوادث قلب در انتهای دیاستول
1. ورود بیش از ۷۵٪ خون از دهلیزها به بطون در اثر وزن خون
2. انتشار موج انقباض دهلیزها در سراسر دهلیزها (ایجاد موج P در الکتروکاردیوگرام)

### وضعیت دریچه‌ها
1. سینی‌ها بسته؛ تا خون وارد شده به بطون از طریق این دریچه‌ها وارد سرخرگها نشود.
2. لختی‌ها نيم باز؛ تا خون دهلیزها وارد بطون شوند.

## مرحله دوم – انقباض دهلیزها به مدت ۰/۱ ثانیه
در ابتدای ابن مرحله بلافاصله دهلیزها منقبض می‌شوند و ٪ ۲۵ خون باقی‌مانده را نیز وارد بطون می‌کنند. حالا در هر بطن cc ۱۲۰ خون موجود است یعنی به‌طور کلی cc ۲۴۰ در بطون. این انقباض به مدت ۰/۱ ثانیه طول می‌کشد و از انتهای موج P تا انتهای موج R را در الکتروکاردیوگرام را در بر می‌گیرد. اما در طی این انقباض در ۰/۱ ثانیه، دو عمل بسیار مهم نیز هم‌زمان رخ می‌دهد:
۱) انتشار موج انقباض بطون: بطون موظف‌اند بلافاصله بعد از انقباض دهلیزها و پرشدن کامل خود از خون، منقبض شوند و خون را به سرخرگ‌ها وارد کنند. بنابراین پس از گذشت مدت بسیار کمی از این ۰/۱ ثانیه (فاصله انتهای P تا Q) موج انقباض بطون که خیلی قدرتمند می‌باشد، در سراسر بطون منتشر می‌شود. برای این عمل، گره دهلیزی بطنی که در پایان استراحت عمومی قلب پیام انقباض را گرفته، این پیام را از طریق رشته و الیاف گرهی دیواره بین دو بطن و همچنین دیواره هر بطن و نیز به کمک الیاف ماهیچه‌ای که برای انتقال پیام تخصصی شده‌اند، به سراسر بطون و نهایتاً به نوک پایین قلب منتقل می‌کند. اما سرعت هدایت پیام بافت دهلیزی-بطنی و الیاف گرهی دیواره بین دو بطن خیلی کم و در عوض سرعت انتشار پیام الیاف گرهی دیواره بطون خیلی زیاد است.
اگر سرعت این سه قسمت با هم برابر بود، پیام بلافاصله سراسر دیواره بین دو بطن را فرا می‌گرفت (چون اول به دیواره میانی می‌رود و بعد از آنجا به سراسر بطن) و دیواره میانی زودتر از جاهای دیگر بطن منقبض می‌شد؛ ولی اکنون، در حین اینکه پیام در دیواره میانی منتشر می‌شود، به سرعت توسط الیاف دیواره بطنها تمام بطن‌ها را فرا می‌گیرد و عملاً این تفاوت سرعت سبب می‌شود که پیام انقباض در یک مدت تمام بطنها را فرا بگیرد. این عمل کمتر از ۰/۱ ثانیه طول می‌کشد و نهایتاً موج QRS را در الکتروکاردیوگرام ایجاد می‌کند.
۲) انتشار موج استراحت در دهلیزها: هم‌زمان با انقباض دهلیزها، چون بلافاصله بعد از انقباض، دهلیزها باید استراحت کنند، پس پیام استراحت در آن‌ها شروع به انتشار می‌کند. این پیام که اندکی بعد از شروع انقباض آغاز می‌شود، به مدت کمتر از ۰/۱ ثانیه طول می‌کشد (فاصله انتهای P تا Q) و هیچ موجی را در الکتروکاردیوگرام به وجود نمی‌آورد! چون قدرت موج انتشار انقباض بطون آنقدر زیاد است که این پیام کوچک در QRS گم می‌شود! به هر حال با پایان موج QRS استراحت دهلیزها شروع می‌شود.

## حوادث قلب در انتهایسیستول دهلیزها
1. انقباض دهلیزها: وقوع از P تا پایان R
2. انتشار پیام انقباض بطون ایجاد موج ERT در الکتروکاردیوگرام
3. انتشار پیام استراحت دهلیزها زیر موج پیام قوی انتشار انقباض بطون گم می‌شود!
4. شنیدن صدای اول قلب

### وضعیت دریچه‌ها
1. سینی‌ها بسته؛ تا خون وارد شده به بطون از طریق این دریچه‌ها وارد سرخرگها نشود.
2. لختی‌ها باز؛ تا خون دهلیزها وارد بطون شوند.

## مرحله سوم – انقباض بطن‌ها به مدت ۰/۳ ثانیه

سیستول بطن‌ها

بلافاصله با انتشار پیام انقباض، بطون شروع به انقباض می‌کنند و خون را با فشار بالای سیستولی به سمت سرخرگها پمپ می‌کنند. این خون با فشار خود از سویی دریچه‌های یکطرفه لختی را – که فقط به سمت بطون باز می‌شوند- بسته و باعث شنیده شدن صدای اول قلب می‌شوند؛ و از سوی دیگر با فشار دریچه‌های سینی را – که فقط به سمت سرخرگها باز می‌شوند- باز کرده و وارد سرخرگها می‌شود. تمامی این مراحل در مدت زمان بسیار کوتاه و در موج S روی می‌دهند. همچنین دهلیزها بعد از پایان انتشار پیام استراحتشان تا ۰/۷ ثانیه استراحت می‌کنند. در این مدت خون دوباره از بزرگ سیاهرگهای زیرین و زبرین وارد دهلیز راست می‌شود؛ اما به دلیل بسته بودن لختی‌ها خون نمی‌تواند وارد بطون شود و اندک اندک وارد دهلیزها می‌شود. (این رویه به مدت ۰/۳ ثانیه یعنی پایان انقباض بطنی ادامه میابد)

## موارد روی داده در موج S
۱) استراحت دهلیزها و انقباض بطون
۲) بسته شدن دریچه‌های لختی در اثر فشار خون ناشی از انقباض بطون
۳) باز شدن دریچه‌های سینی در اثر فشار خون ناشی از انقباض بطون
اما بعد از گذشت اندکی از انقباض بطون (فاصله S تا T) چون بطون بلافاصله بعد از انقباض (اتمام این ۰/۳ ثانیه) باید استراحت کنند، پیام استراحت آن‌ها منتشر می‌شود و موج T را در الکتروکاردیوگرام ثبت می‌کند. پس از اتمام این موج بطون نیز شروع به استراحت می‌کنند. پس استراحت عمومی قلب آغاز می‌شود، چون دهلیزها نیز ۰/۳ ثانیه است که استراحت خود را آغاز کرده‌اند. استراحت بطون باعث قطع فشار اعمال شده بر روی دریچه‌ها می‌شود؛ در نتیجه دریچه‌های سینی بسته می‌شوند و صدای دوم قلب را – که کوتاه‌تر و زیرتر است – به وجود می‌آورد. از سویی دریچه‌های لختی که ۰/۳ ثانیه است تحت تأثیر فشار خون موجود در دهلیزها هستند، از این موقعیت یعنی عدم فشار سیستولی استفاده کرده و دریچه‌های لختی را در جهت بطون باز کرده و شروع به پر کردن بطون می‌کنند.
نکته: حداکثر انقباض بطون، در ابتدای موج T انجام می‌شود.
نکته: زمان استراحت بطون ۰/۵ ثانیه و زمان استراحت دهلیزها ۰/۷ ثانیه می‌باشد.
نکته: باز شدن دریچه صدایی ایجاد نمی‌کند.

## حوادث قلب درسیستول بطن‌ها
1. انقباض بطون به مدت ۰/۳ ثانیه --- فاصله S تا T
2. استراحت دهلیزها
3. شنیدن صدای دوم قلب

وضعیت دریچه‌ها:
1. سینی‌ها ابتدا باز (در هنگام انقباض بطون) و بعد بسته (پس از اتمام انقباض بطون)
2. لختی‌ها ابتدا بسته (در هنگام انقباض بطون) و بعد باز (پس از اتمام انقباض بطون)